# 日本空手道無門会
日本空手道無門会（にほんからてどうむもんかい、正式名称：全日本武道空手道連盟日本空手道無門会）は、空手団体。代表は富樫宜資（とがし よしもと）。

## 概要
創始者・富樫宜資が、極真空手・伝統派空手などの既存の空手を独学で研究し、その技術を分析・解明した結果、新たに編み出した独自の技術体系を持つ空手流派。

## 歴史
富樫宜資は、山籠りなどを行い、独学で空手を訓練していたが、極真会館主催の第5回オープントーナメント全日本空手道選手権大会の決勝戦における、山崎照朝と盧山初雄の受技と攻撃技が一体になった攻防戦を見て感銘を受け、攻撃技中心の競技的戦いに疑問を持ち、受け技に着目した武道的空手の研究を始める。極真空手・伝統派空手・防具付き空手など様々な組手競技団体の空手を観察・研究した結果、満足な「受け技」をする者は、山崎・盧山以外に1人としていないことに遭遇し、自分がその受け技を完成すべく、独自の訓練を積んだ。
富樫宜資は、自ら実験台となり、一日に延べ100人以上の弟子に攻撃技を出させ、自分は受技だけで対抗するという過酷な訓練を課した。最初は、山崎選手の「半後屈立ち上下の構え」で受けていたが、次第に「猫足立ち前羽根の構え」に変化していった。結果として、既存の空手家が到達し得なかった、空手の受技の極限まで研ぎ澄まされた技術を取得した。さらに、受け技と攻撃技が完全に一体になった「受即攻」技を編出し、文字通り「一撃必殺」可能な空手の技を完成させる。

## 競技形式
無門会の試合形式は、全ての禁じ手なしの直接打撃制ルールを採用している。顔面への素手による正拳攻撃や金的蹴りも有効打であるし、投げ技も使用可能。選手は、スーパーセーフやサポーターなどの防具を着用して試合を行うが、自己責任において素面・無防具で参加することもできる。
勝負は審判員の目視判定による。判定基準は、防具を着用している場合、もし素面だったらその攻撃によって死亡又は戦闘不能になるほどダメージを受けたとした場合「一本」、相手に重傷を負わせたがまだ反撃可能な程度を「技有り」などと判定する。
試合は、武道修行の一過程として捉えているので、優勝者(チャンピオン)・準優勝者などの「冠」を設けていない。優秀成績者は「最優秀選手」「新人賞(白帯など初心者でありながら活躍した選手)」などの個別評価を行う。

## 技術体系
空手の立ち方を基準に空手の技術を分類し技術体系化している。
猫足立ちの空手
攻撃技は、蹴り（足技）中心で突き（手技）は従とした空手の体系。金的蹴りを最高技とする。受け技は、円（球）の軌跡を通る回し受け技を主に使用する。
後屈立ちの空手
受け技中心で、半円（楕円）で受けて直線攻撃（突き・前蹴り）で返す体系。中国拳法の内家拳（大極拳・意拳）もこの分類に属するとしている。
前屈立ちの空手
攻撃技は、突き技中心で蹴り技は従（というか上級者はほとんど用いない）とする空手の体系。正拳上段逆突きを最高技とする。無門会空手の中核をなす技術で、点で受け直線で返す打撃系格闘技術の最高技術という位置づけをしている。

## その他の特長
他流派の黒帯経験者が、自流の技術体系に限界を感じ、無門会に入門するケースが多い。

## 他流試合
2006年11月3日に開催された『CHAOS MADMAX』において無門会の空手家が他流試合に出場した。
江口慶貞（当時無門会六段・無門会全国自由組手大会9連覇中）は高橋昌克（紫円塾）と対戦、1ラウンド1分30秒江口がワンツーを高橋の顔面に決めKO勝ちを収めた。
2007年7月21日に開催された『CHAOS MADMAX II』では無門会の空手家が2名他流試合に参加した。
伊藤秀敏（当時無門会五段）は瀬戸信介（F.S.A拳真館）と対戦しダウンを一回奪われ判定負けした。
江口慶貞は素手、金的ありのルールで馳晩成（闘道會U-A）と対戦した。江口の攻撃により馳は流血したがダウンを奪うにいたらず規定により引き分けた。